# Мавританский хумс
Хумс (араб. خمس‎, «одна пятая») — разменная денежная единица Мавритании, равная 1⁄5 угии.
Введена 29 июня 1973 года во время денежной реформы, в ходе которой вместо франка КФА была введена угия. Поскольку обмен шёл в соотношении 5 франков КФА = 1 угия, хумс равен 1 франку.
Монеты в хумсах чеканились только одного номинала и только в 1973 году. Монетный двор — Кремница, тираж — 1 млн. Диаметр монеты — 21 мм, масса — 1,4 г, металл — алюминий.
В 2000-х годах в обращении встречалась редко, но являлась законным платёжным средством.
В связи с деноминацией угии (10 : 1) 1 января 2018 года в обращение выпущены новые монеты в 1⁄5 угии (хумс) образца 2017 года. Диаметр монеты — 16 мм, масса — 2,1 г, толщина — 2 мм, гурт — гладкий, металл — сталь, плакированная медью.
Старые монеты использовались в обращении до 30 июня 2018 года и обменивались на новые монеты до 31 декабря 2018 года.